# Dècada del 50 aC

## Personatges destacats
- Juli Cèsar (100 aC-44 aC), general i polític romà
- Cleopatra VII (69 aC-30 aC), reina d'Egipte
- Gneu Pompeu Magne (106 aC-48 aC), militar i home d'estat romà
- Marc Licini Cras Dives I (c. 115 aC-53 aC), general i polític romà
- Ciceró (106 aC-43 aC), polític, filòsof, escriptor i orador romà
- Vercingetòrix (c. 72 aC-46 aC), cap de la tribu gal·la dels arverns
- Mitridates III, rei de Pàrtia (57 aC-52 aC)
- Fraates III, rei de Pàrtia (c. 69 aC-57 aC